# کلاه

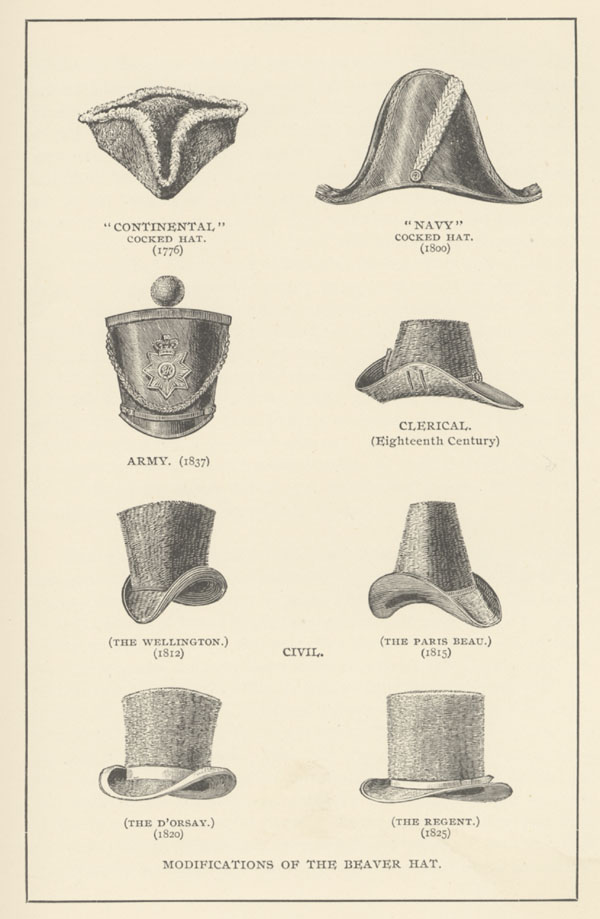
مجموعه‌ای از کلاه‌ها در سده‌های ۱۸ و ۱۹ میلادی

کُلاه به گونه‌ای سرگیر گفته می‌شود که بر سر می‌گذارند. کلاه می‌تواند به خاطر محافظت، ایمنی، البسه پرسنلی، مد و علت‌های دینی و فرهنگی مورد استفاده قرار گیرد. در گذشته کلاه نشان‌دهنده پایگاه اجتماعی فرد بوده‌است. کلاه در استفاده نظامی می‌تواند نشان‌دهنده ملیت، شاخهٔ فعالیت، درجه یا هنگ باشد.

## تاریخچه
در کتب تاریخی و داستان‌ها و به ویژه شاهنامه فردوسی تصاویری رزمی دیده می‌شود که نمایانگر فرم پوشش سلحشوران داستان است و ایرانیان قدیم به پوشیدن آن آشنا بوده‌اند یا آنکه در دیواره‌های کاخ‌های تخت جمشید و اکباتان فرم لباس سربازان و جنگجویان و سلاطین آن زمان دیده می‌شود که نشانه تاریخ لباس در ایران است. پوشیدن لباس سلاطین افشار، قاجار و ساسانیان که نشانگر تحول لباس است از این نمونه می‌باشد. به عنوان مثال در دوره قاجاریه مردم متعمم و عبا به دوش بودند و کسبه عمامه سفیدی داشتند که بنا به دستور سراج الملک حاکم اصفهان دستور داده شد در آن شهر علما عمامه سفید داشته باشند و کسبه عمامه زرد رنگ و شیر و شکری داشته باشند که هنوز هم گاه گاه در شهرستان‌ها دیده می‌شود.

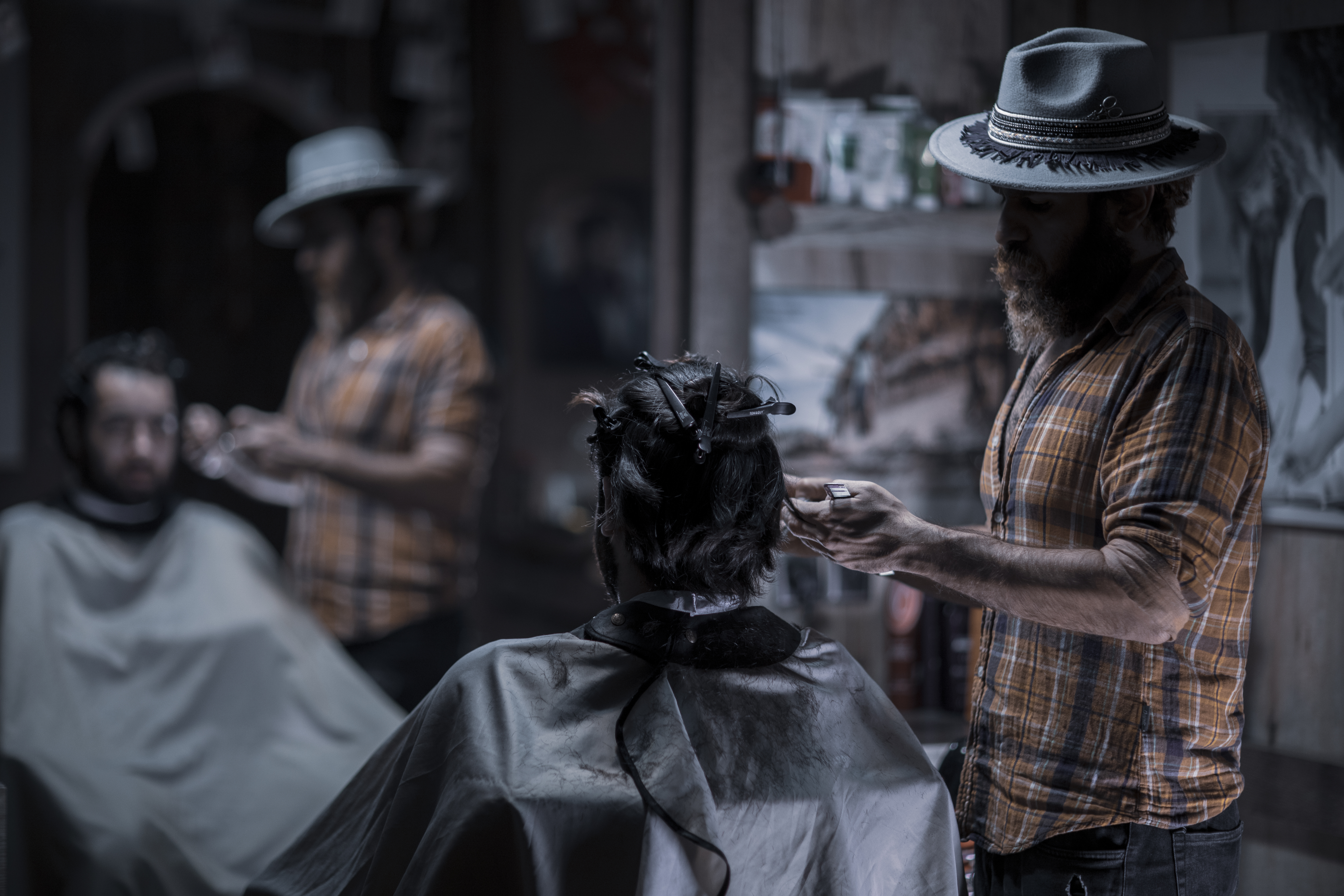
یک مشاور مد با کلاه در یک سالن آرایش در شهر مشهد

مردان ایرانی تا قبل از ظهور اسلام اغلب کلاه برسر می‌گذاشتند و بعد از اسلام عمامه را به کلاه ترجیح دادند. در زمان صفویه که شاهان صفوی اصرار داشتند خود را از طبقه سادات و معتقد به مذهب شیعه معرفی نمایند استفاده از عمامه سبز در میان عده زیادی از مردان رواج یافت. شاهان و درباریان آن دوره از عمامه سبز با تاج و جقه‌ای از جواهر که در قسمت جلو آن نصب می‌شده‌استفاده می‌کردند و علما و برخی از معمرین (پیران) عمامه‌های سبز بدون تزیین بر سر می‌گذاشتند. در دوره افشاریه و زندیه بجای عمامه از عرقچین و شال ترمه‌ای که به دور آن پیچیده می‌شد استفاده می‌کردند؛ و این رویه در دوره قاجاریه ادامه داشت و شاهان قاجار مانند ناصرالدین شاه مخالفتی با آن نشان نمی‌دادند و شال و کلاه نیز جزو لباس مردان ایرانی درآمد و بعداً به تدریج شال را رها کردند و فقط کلاه به سر گذاشتند.
کلاه در عشایر ایران انواع و اقسامی داشته، به خصوص که تابع سنت محل آن‌ها می‌باشد.
کلاه بختیاری و کلاه قشقایی که مخصوص ایلات و عشایر جنوب ایران است شهرتی خاص دارد و بعداً ایرانیان در دوران سلطنت پهلوی در ایران به کلاه‌هایی که مشتق از البسه اروپایی می‌شد انس گرفتند و کلاه پهلوی از زمره کلاه‌های دوره شاهان سلسله پهلوی می‌باشد.
کلاه به عنوان لباسی برای سر در دو فصل زمستان و تابستان از قدیم العیام استفاده می‌شده‌است. در دوره قاجاریه و قبل از آن سر برهنگی مرد علاوه بر آنکه نشانه بی‌ادبی و بی وقاری بود به روایت معلوم و مجهول، عوام معتقد بودند سر برهنگی موجب فقر و بی آبرویی و دیوانگی و اختلال حواس می‌شود و به همین دلایل پوشیدن کلاه از حالت یک عادت خارج شده و به صورت ضرورتی اجتناب ناپذیر درآمده بود تا جاییکه مردان در شب به هنگام خواب عرقچین بر سر می‌گذاشتند و روزها نیز معمولاً در زیر کلاه عرقچین بر سر داشتند.
طبقات مختلف اجتماع شکل کلاهشان از دیگران متمایز بود و مردمان متمکن و اشخاصی که قدرت مالی داشتند سعی می‌کردند جنس و اندازه و شکل کلاهشان از دیگران متمایز باشد و رقابت رواج داشت.
در دوران سلطنت محمد علی شاه قاجار از طرفی به منظور صرفه جویی در هزینه‌ها از مواردی مایه مسخره و استهزاء می‌شد مقرر گردید کلاه‌هایی که طولشان به نیم ذرع یا سه چارک و به عبارت دیگر ۵۲ سانتی‌متر تا ۷۵ سانتی‌متر می‌رسد کوتاه شود. چنانچه میرزا عباس فروغی شاعر آن زمان سروده:
| کلاه سرو قدان بس که سر بلندی کرد |  | به حکم شاه جهان کرده‌اند کوتاهش |

## انواع کلاه‌ها

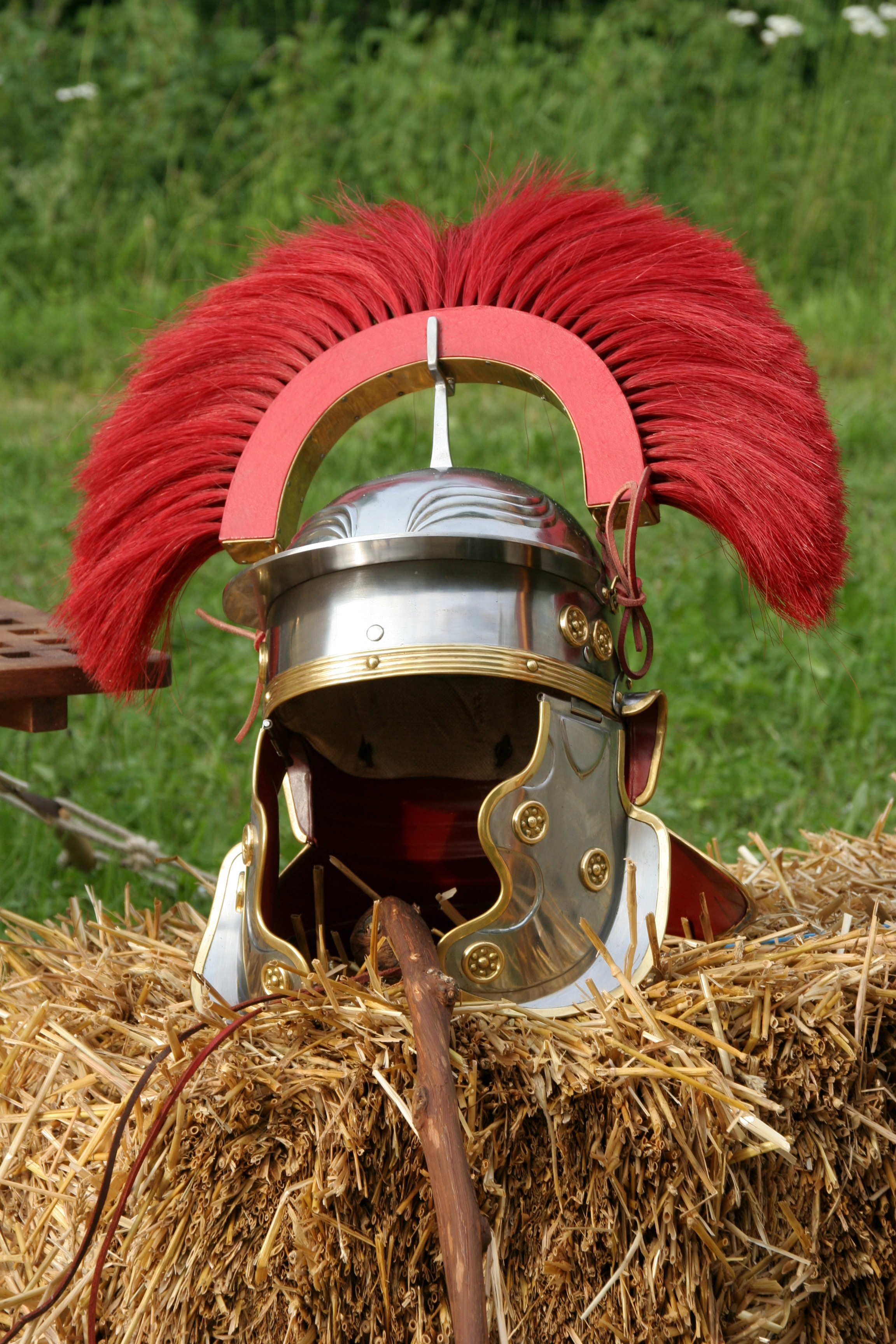
کلاه گیلیا

### کلاه‌های ایمنی
- کلاه حصیری
- کلاه ایمنی موتورسیکلت
- کلاه پنبه‌ای - کلاه کاوشگرهای اروپایی

### کلاه‌های نظامی
- کلاه گِیلیا (Galea) - مورد استفاده رومیان
- بودنفکا - مورد استفاده ارتش کمونیسیتی سرخ
- اوشانکا - مورد استفاده شوروی
- بنگ-گوجی - کلاه نظامی کره‌ای
- باشلیق - مورد استفاده ایرانی‌ها و ترک‌ها
- کلاه بونی

### کلاه‌های فرهنگی
- کلاه نمدی - هخامنشیان و لرها
- کلاه فریگی
- فینه - مورد استفاده عثمانیان
- سمبررو - کلاه مکزیکی
- کلاه بولر - کلاه بریتانیایی
- کلاه شاپو
- کلاه پهلوی - مورد استفاده در دوره رضا شاه
- پکول - مورد استفاده افغانستانی‌ها
- کلاه پاپاخ - مورد استفاده ترکمن‌ها
- پوسی هت - استفاده شده در راه‌پیمایی ۲۰۱۷ زنان

### کلاه‌های دینی و مذهبی
- کیپا - مورد استفاده یهودیان
- اشترایمل - مورد استفاده یهودیان حسیدی
- اسپودیک
- عقال - مورد استفاده مسلمانان عرب
- عمامه - مورد استفاده مسلمانان شیعه

### متفرقه
- کلاه مهمانی
- کلاه لبه‌دار
- کلاه مربعی آکادمیک (Square academic cap) - مورد استفاده توسط فارغ تحصیل‌ها
- کلاه حسابداری
- کلاه بره